# Церква Святого Архангела Михаїла (Велика Святкова)

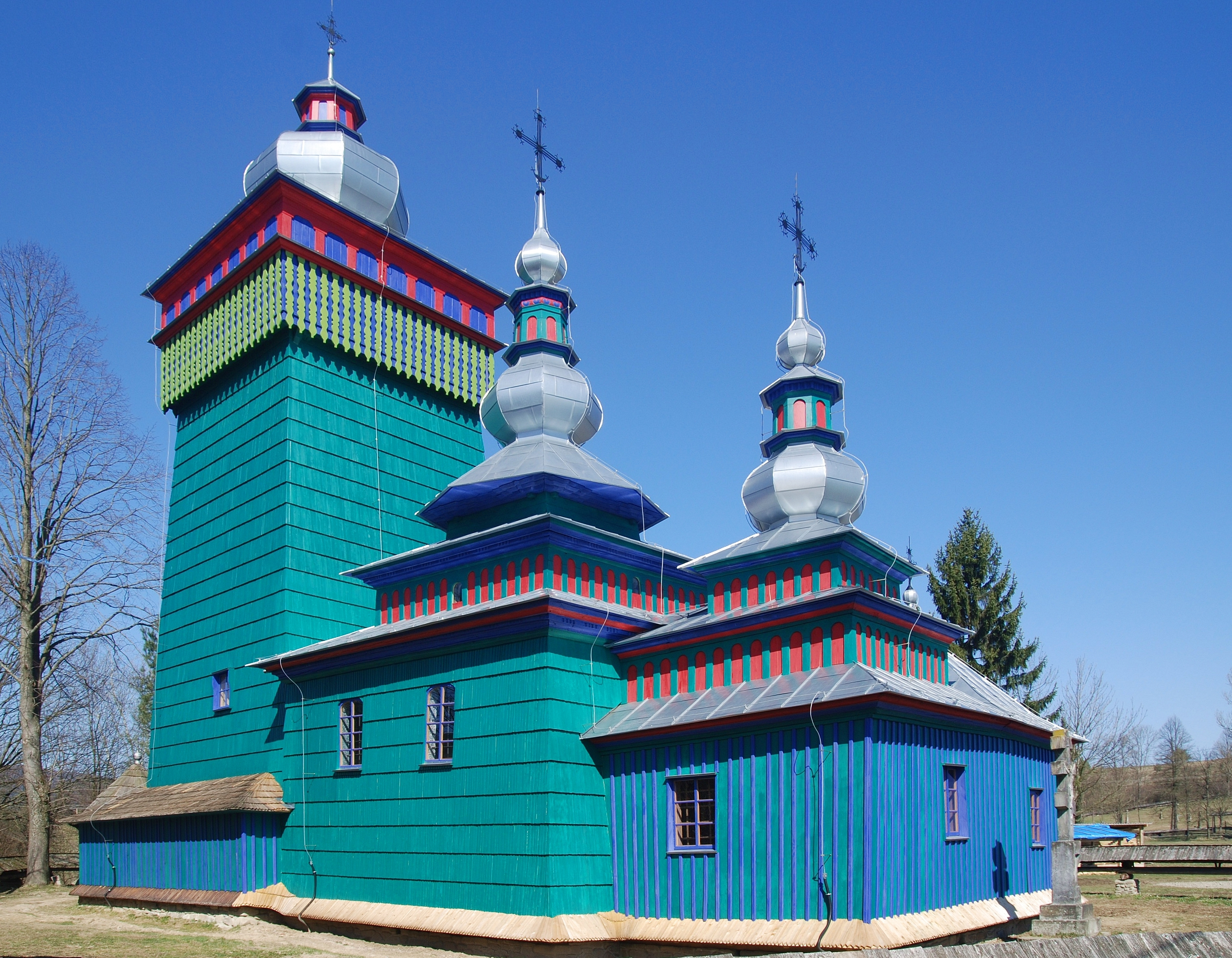
Вигляд з боку презбітерія

Церква Святого Архангела Михаїла — давня лемківська греко-католицька церква у селі Велика Святкова, збудована 1757 року. З 1986 року є римо-католицькою філіальною церквою парафії Непорочної Богоматері в Дошниці. 1985 року об'єкт було вписано до списку пам'яток і включено до підкарпатського Шляху дерев'яної архітектури.

## Історія
Перша церква у Великій Святковій з'явилася 1581 року. Це був православний храм, що змінив конфесію разом із мешканцями села після підписання Берестейської унії 1595 року. На її місці в 1757 році збудовано нову церкву. За свідченнями мешканців, початково вона містился над потоком Свіржівка, який під час сильних дощів піднімався і перешкоджав доступу до церкви. Через це мешканці перенесли храм на місце при головній дорозі села. В другій половині 18 століття в святині продовжили декоративні роботи, виконавши поліхромію, а в 1796 (за іншою версією, в 19 столітті) було добудовано вежу над передсінням. 1914 року ґонт на схилах покрівлі було замінено на листовий метал. 1927 року під час тзв. тилявської схизми більшість мешканців села перейшли у православ'я, однак церква залишилася в руках греко-католицької меншості. 1933 року до церкви було добудовано захристію.
Після акції "Вісла" храм лишився покинутим і стояв порожнім до 1986 року, через що його кілька разів пограбували. До 1958 року злодії винесли два іконостаси: старий бароковий з 17 століття, що зберігався на горищі будинку, та новіший з першої половини 19 століття, який до 1947 року виконував літургійні функції. 1959 року під час ремонту кам'яний фундамент укріпили та утеплили. 1986 року об'єкт було переведено до римо-католицької церкви. В 1991-93 роках провели консервацію поліхромії інтер'єру. В 2014 провели капітальний ремонт корпусу церкви.

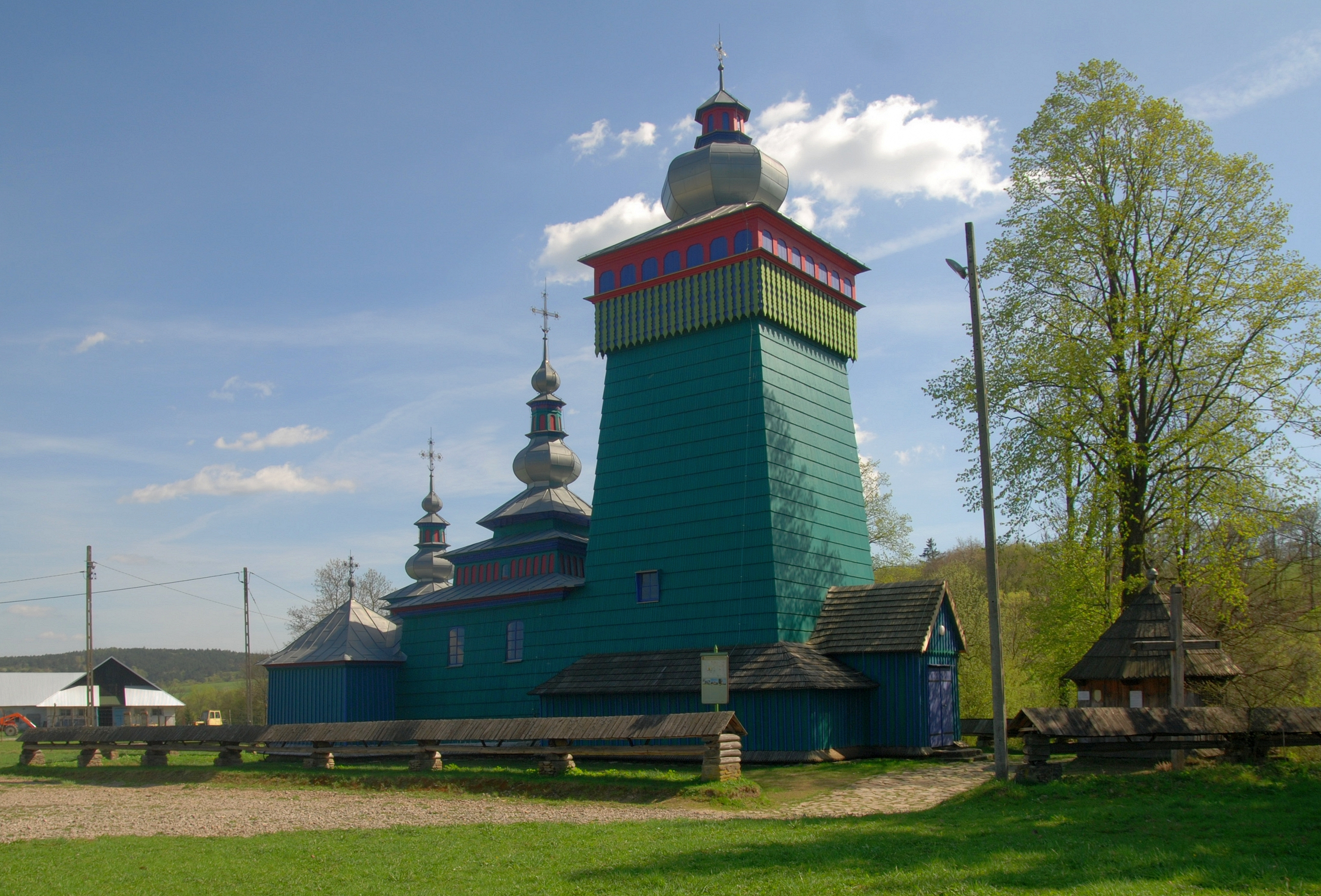
Загальний вигляд
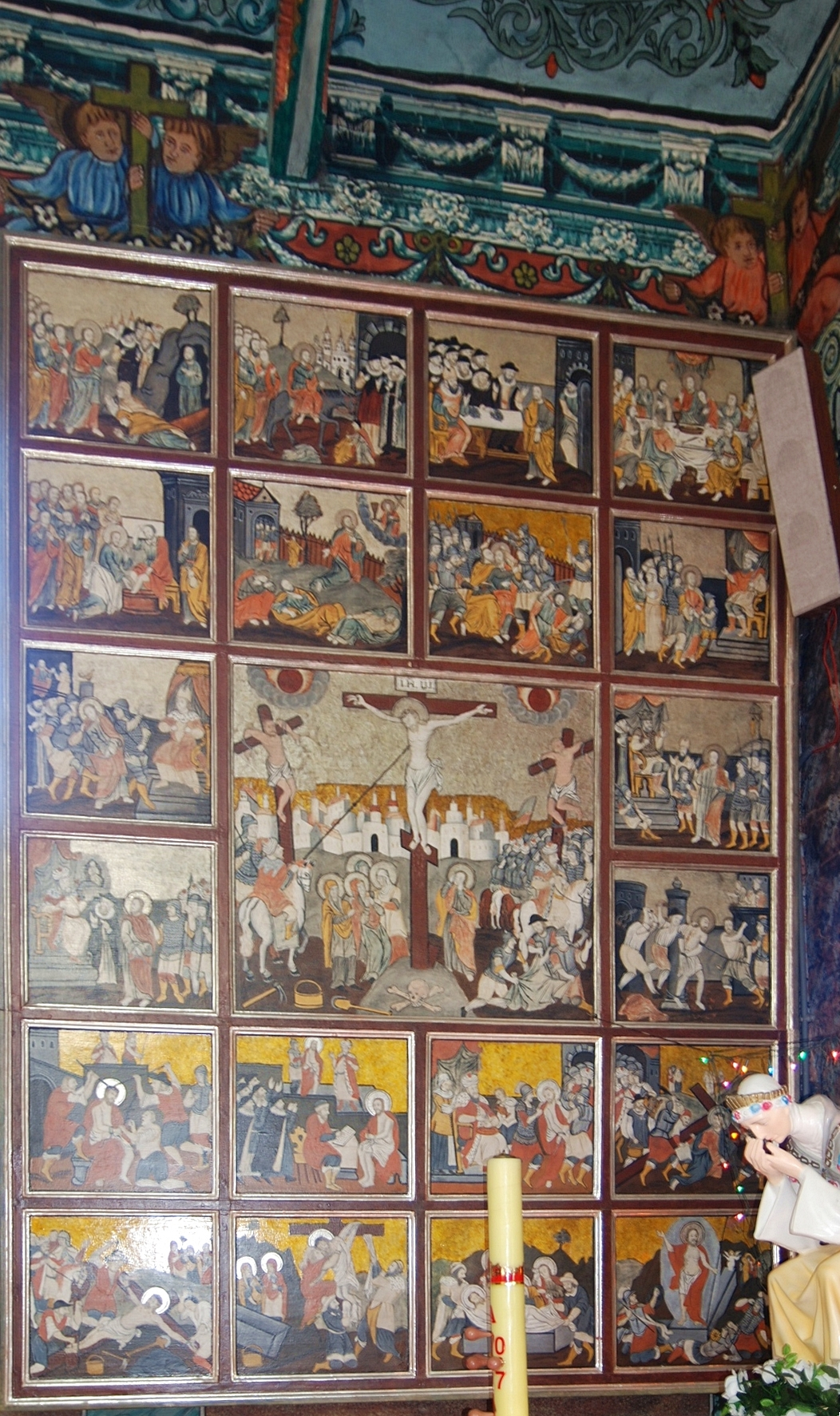
Всередині: ікона "Страсті"
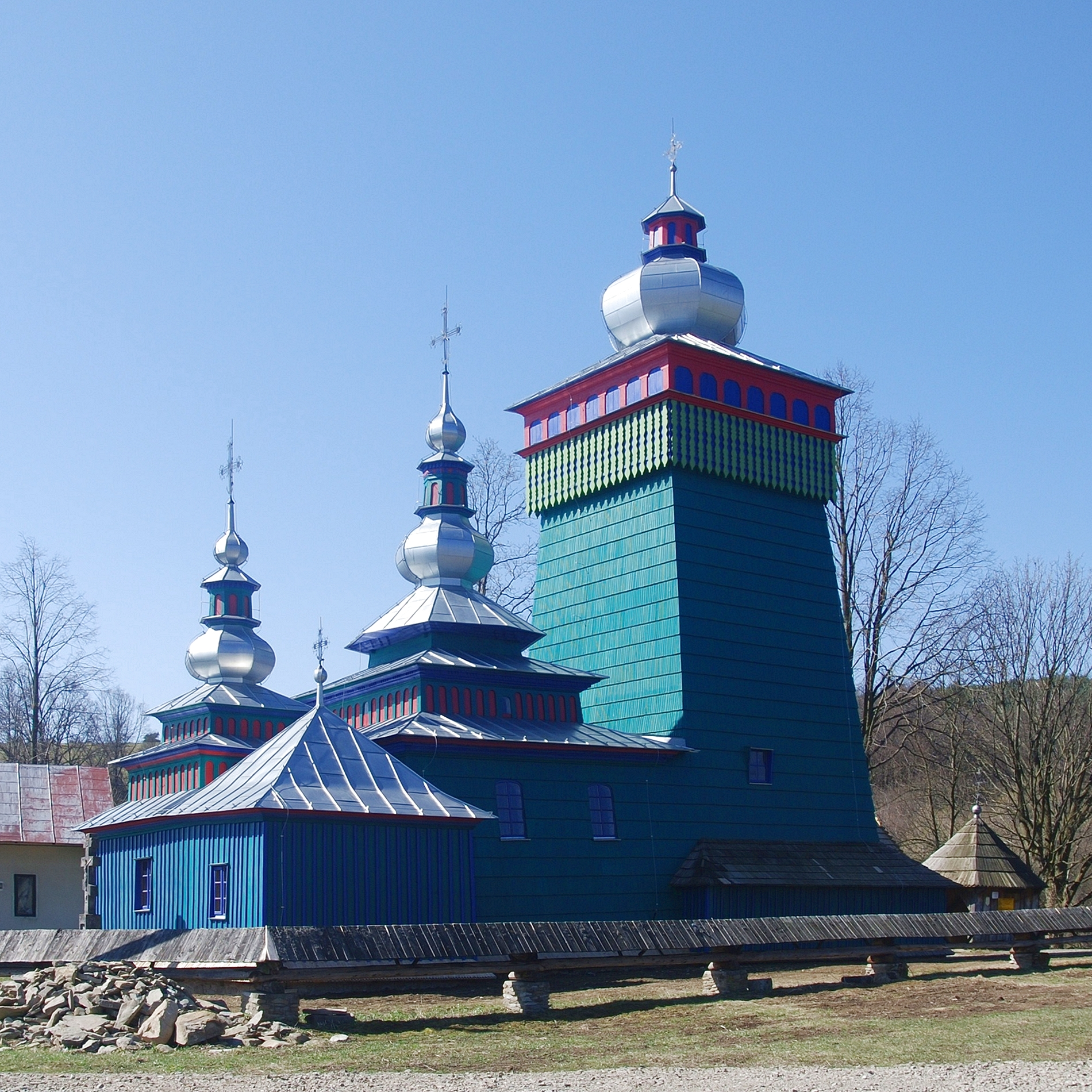
Вид збоку
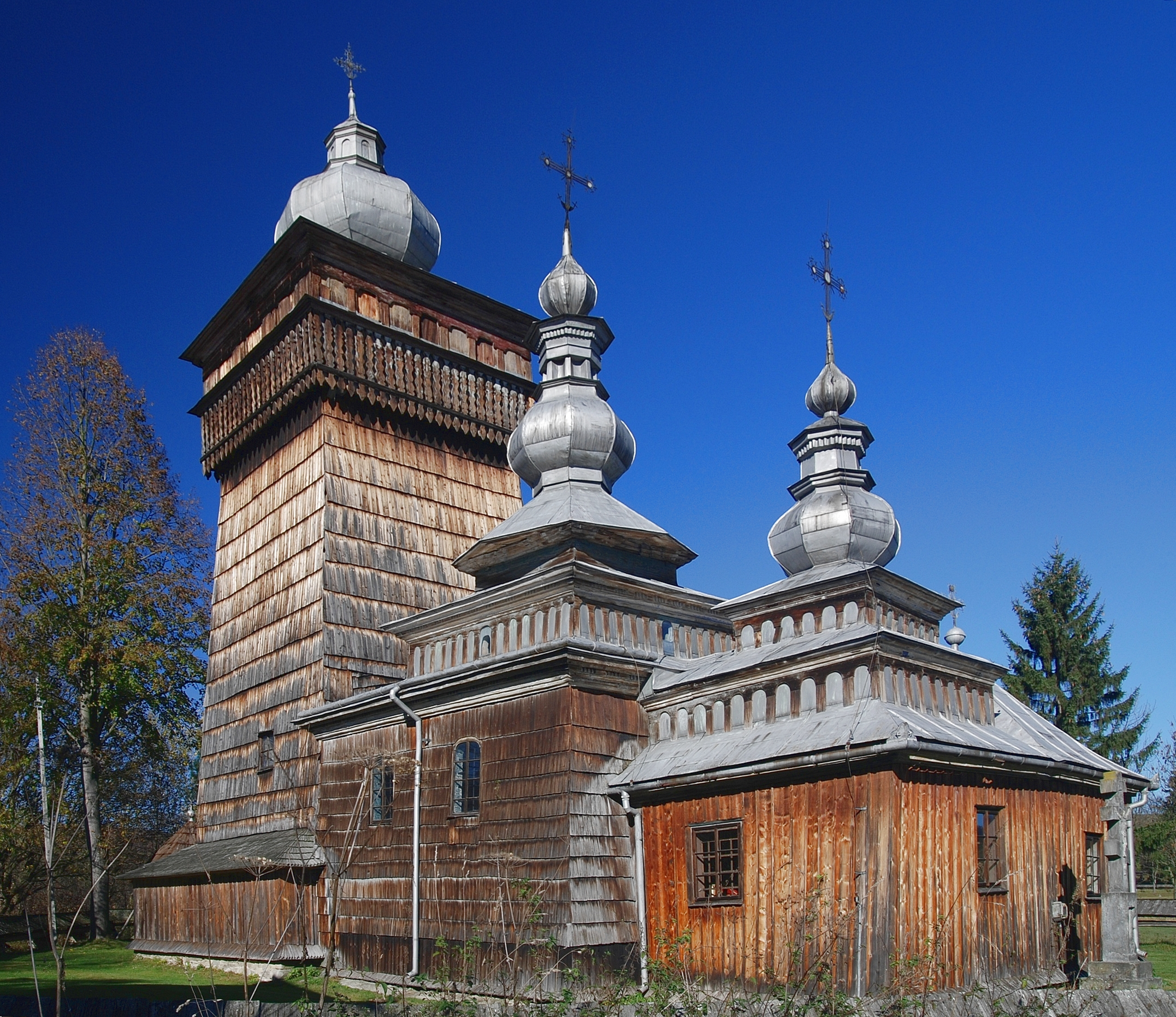
2012
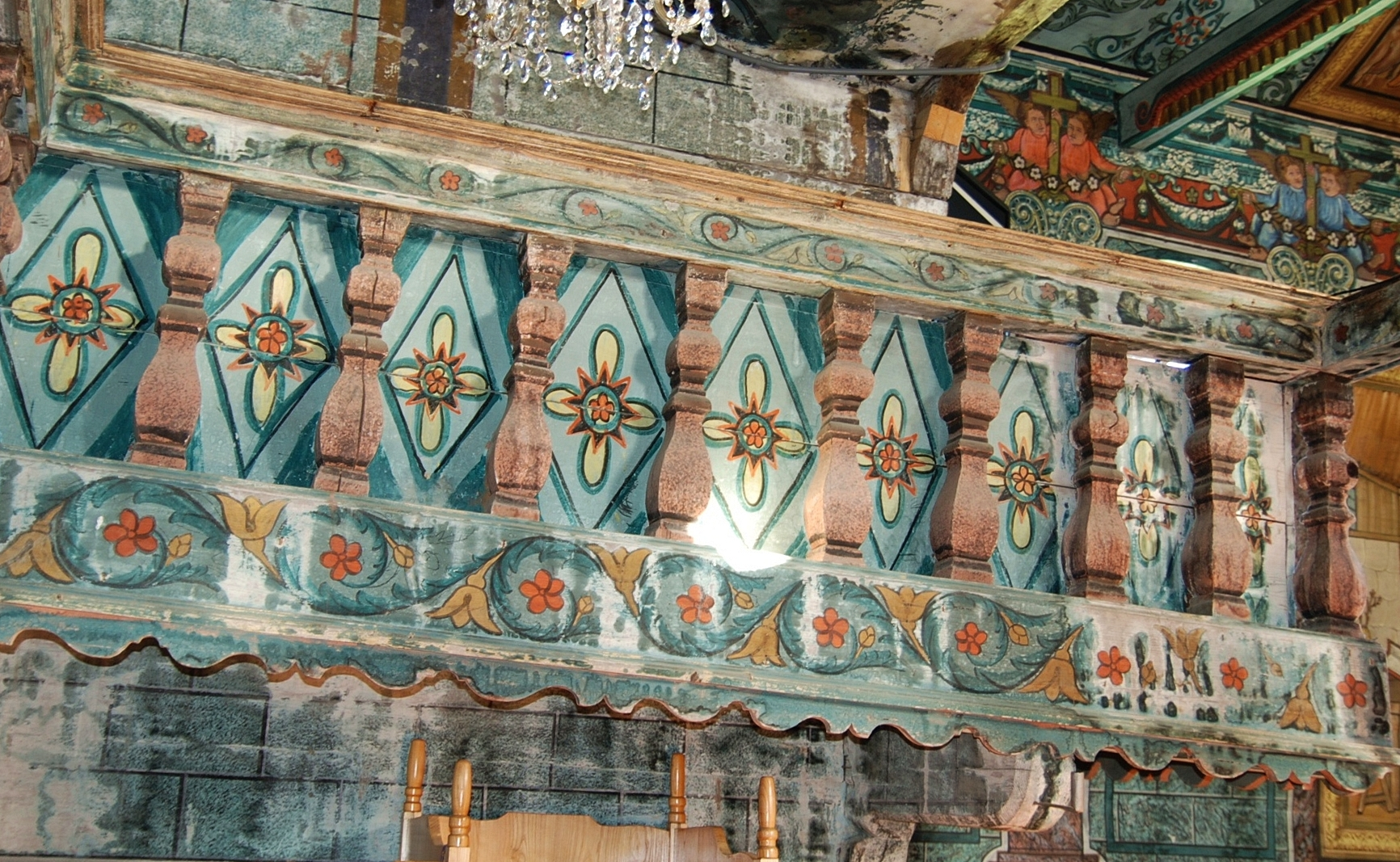
Всередині
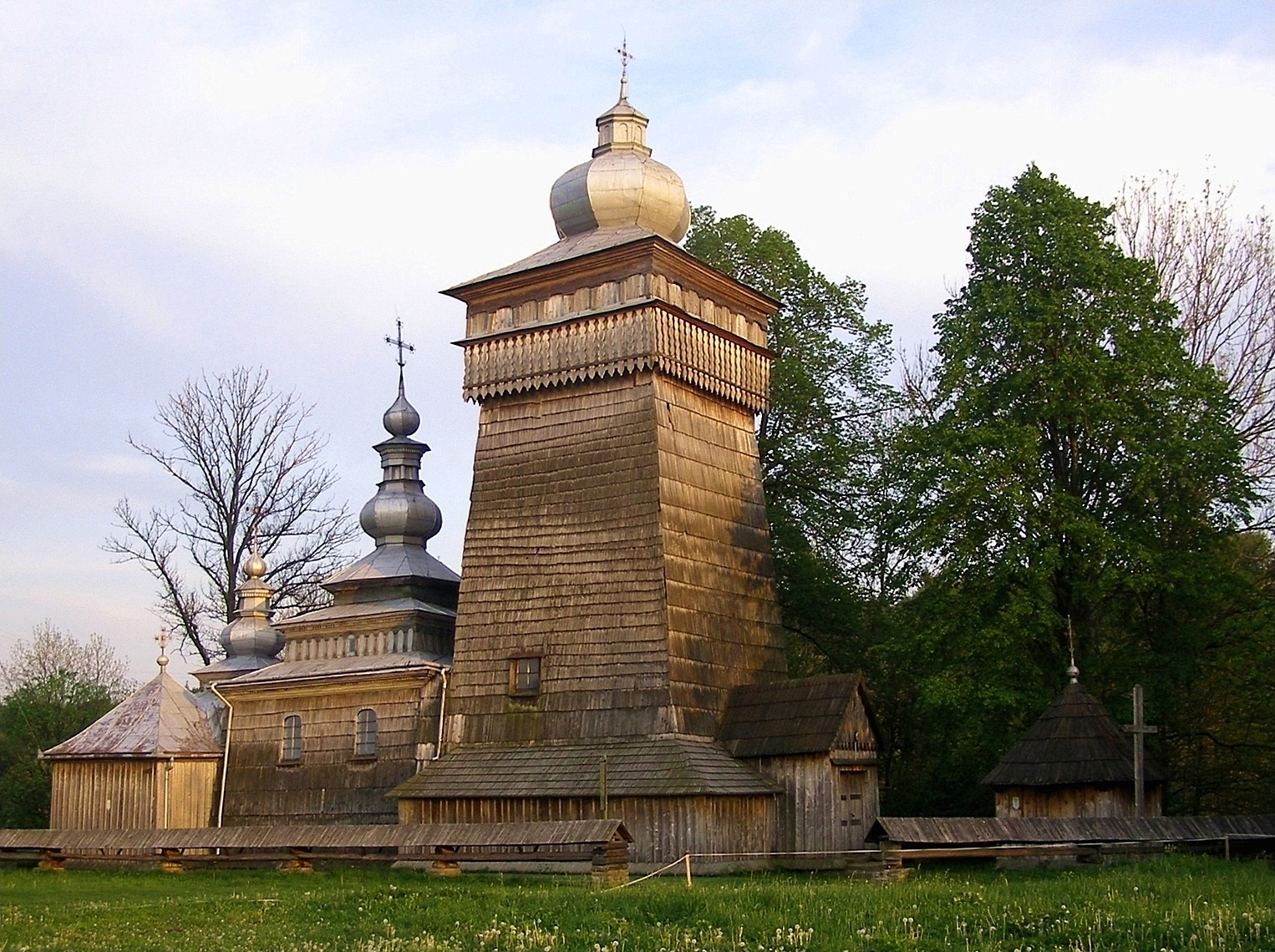
2007